# МАИ-58
МАИ-58 - лёгкий спортивный самолёт спроектированный в 1957-1958 гг.  в МАИ, студентами Д. Пипко и С. Симоновым, во главе с А.И. Пьецухом. В проектировании принимали участие и другие студенты. Самолёт строился в 1958 г. в основном студентами в лаборатории кафедры конструкции и проектирования самолётов.  Лётный экземпляр самолёта окончательно не был построен.

## Конструкция
МАИ-58 – представлял собой свободнонесущий низкоплан. Плоский капот двигателя переходил в фюзеляж шириной 0,6 м., практически сразу за кабиной пилота имелся стреловидный киль с Т-образным цельноповоротным стабилизатором. В нижней части был выполнен руль направления в виде хвостового обтекателя фюзеляжа и хвостового колеса. Крыло малого удлинения типа "обратной чайки". В изгибах крыла установлены шасси в небольших обтекателях.

## Тактико-технические характеристики
- Экипаж: 1 человек
- Длина: 4.05 м
- Высота:
- Размах крыльев: 4.00 м
- Площадь крыльев: 4.00 м²
- Максимальная взлётная масса: 450 кг
- Двигатель: 1×Walter Minor, 105 кВт
- Максимальная скорость 350 км/ч
- Крейсерская скорость 275 км/ч
- Продолжительность полёта:
- Дальность полёта:  1000 км
- Практический потолок: